# 竇嘉
竇嘉（?—?），右扶風平陵县（今陝西省咸陽市西北）人，东汉政治人物。窦融之孙。竇穆的小儿子。

## 生平
汉明帝永平十四年（71年），封竇嘉为安丰侯，食邑二千户，奉竇融之后。汉和帝初年，竇勋子大将军竇宪掌权，以叔父竇嘉为少府，竇嘉的哥哥竇霸为城门校尉，竇褒为将作大匠。竇宪被诛，竇嘉免就国。竇嘉死后，其子窦万全嗣爵。
| 東漢安豐侯國（32年－？）      |      |            |        |          |               |
| 傳位                          | 世   | 稱號及諡號 | 姓名   | 在位年數 | 在位時間      |
| 第1任                         | 始封 | 安豐戴侯   | 竇融   | 31年     | 32年－62年    |
| 第2任                         | 三世 | 安豐侯     | 竇嘉   | ？       | 71年－？      |
| 第3任                         | 四世 | 安豐侯     | 竇萬全 | ？       | ？－109年－？ |
| 第4任                         | 五世 | 安豐侯     | 竇會宗 | ？       | ？            |
| 於永和五年（140年）以前，國除 |      |            |        |          |               |

## 家族
- 扶风窦氏世系图

### 子
- 窦万全，嗣爵安丰侯，其子窦会宗嗣爵。永初三年（109年），诏书命之前回归本郡的诸窦与安丰侯窦万全都回到京师。
- 窦潜
- 窦奉，窦武的父亲

### 孙
- 窦会宗，窦万全子，嗣爵安丰侯
- 窦章，窦万全少子，其子窦陶、窦唐、窦统、窦贵人
- 窦武，封闻喜侯，其子渭阳侯窦机、桓思皇后窦妙，其侄鄠侯窦绍、西乡侯窦靖